# Makrokylindrus (Adiastylis) myriamae
Makrokylindrus (Adiastylis) myriamae is een zeekommasoort uit de familie van de Diastylidae. De wetenschappelijke naam van de soort is voor het eerst geldig gepubliceerd in 1974 door Reyss.